# Nemška okupacija Pariza
Nemška okupacija Pariza je bila okupacija francoskega glavnega mesta Pariz v drugi svetovni vojni s strani Nacistične Nemčije. Nemci so mesto zavzeli in okupirali 14. junija 1940, en dan po tem, ko se je francoska vojska umaknila iz mesta. Mesto je nato pod nemško okupacijo ostalo več kot 4 leta, dokler ga niso leta 1944 osvobodili zavezniki. 

## Zgodovinsko dogajanje
Pariz je za vojno začel mobilizirati vojsko septembra 1939, ko je Francija napovedala vojno Nemčiji zaradi nemške invazije na Poljsko. Nemci so z bitko za Francijo začeli 10. maja 1940. Na francosko ozemlje so vdrli konec maja, 3. junija pa so nemška letala bombardirala Pariz in pri tem ubila več kot 254 ljudi, od tega največ civilistov. Dva dni pozneje je nemška vojska nadaljevala boje v smeri proti jugu države. 
Pariz je pred nemško vojsko postal ogrožen 8. junija, ko se je iz mesta začelo slišati grmenje nemških topov in francoska vlada pod vodstvom premierja Paula Reynauda in predsednik republike Albert Lebrun so se takrat začeli pripravljati na odhod iz mesta. Francoski maršal in podpredsednik vlade Philippe Pétain pa je temu sprva nasprotoval in trdil, da je odgovornost vlade ostati v prestolnici, a se je pozneje strinjal za odhod. 10. junija 1940 popoldan so francoska vlada in predsednik republike Lebrun zapustili Pariz in pobegnili v Tours. Njihovemu zgledu je sledilo na tisoče parižanov, ki so pobegnili iz mesta z avtomobili, vlaki, turističnimi avtobusi, tovornjaki, vozički in kolesi, nekateri pa so šli tudi peš. Veliko parižanov pa kljub grožnji nemške vojske niso hoteli oditi in so se namesto tega odločili ostati v mestu.
Po odhodu vlade in veliko prebivalcev je britanski generalštab pozval Francoze, da naj branijo mesto, ampak je podpredsednik Pétain to zavrnil in dejal: "To, da bi Pariz postal mesto ruševin, ne bo vplivalo na to naše vprašanje." 12. junija je francoska vlada v Toursu razglasila Pariz za odprto mesto, kar je pomenilo, da ne bo izvedenega nobenega upora. Zvečer naslednjega dne se je francoska vojska umaknila iz mesta.
Ob 5:30 zjutraj 14. junija 1940 so prvi nemški tanki vstopili v Pariz na ulici Porte de La Villette in se napotili proti središču mesta. Sledilo jim je več nemških vojaških kolon, ki so se po uveljavljenem načrtu usmerile na glavno križišče. Nemška vojaška vozila so po zvočniki prebivalcem mesta sporočala, da naj ne zapuščajo svojih domov. Nemci so vljudno vablili francoske uradnike, da se postavijo na razpolaganja z nemškimi okupatorji. Pozno popoldne so Nemci izobesili nacistično zastavo na Arc de Triomphe in organizirali vojaško parado na Elizejskih poljanah in Avenue Foch, predvsem v korist nemških vojaških fotografov in snemalcev predstavitev novic. S tem je Pariz tega dne padel v nemške roke. 
16. junija, dva dni po okupaciji Pariza, je premier Reynaud odstopil, nadomestil pa ga je Pétain. Naslednji dan dopoldne so Parižani slišali po radiju Pétainov govor, v katerem je dejal: "S težkim srcem vam sporočam, da moramo ustaviti boje." Čeprav premirje še zdaleč ni bilo podpisano, so se boji po večini Francije ustavili.  
Nemški voditelj Adolf Hitler je 24. junija, dva dni po podpisu premirja, obiskal okupirani Pariz. Njegov pohod po mestu sta vodila kipar Arno Breker in njegov glavni arhitekt, Albert Speer, ki sta oba živela v Parizu. Hiter je obiskal operno hišo, si ogledoval Eifflov stolp iz terase palače Chaillot, se poklonil Napoleonovem grobu, in obiskal umetnikovo četrt Montmartre.
Pariz je postal glavni cilj za počitek in rekreacijo nemških vojakov. Pod sloganom "Jeder einmal in Pariz" ( "vsi enkrat v Parizu"), je vsak nemški vojak obljubil, da vsaj enkrat obiskal Pariz. En mesec po okupaciji so dvomesečno revijo in vodnik po mestu spremenili v nemščino in poimenovali Der Deutsche Wegleiter für Paris (Nemški Vodnik za Pariz). Nekateri hoteli in kinodvorane so bili rezervirani izključno za nemške vojake. Nemški časopis Pariser Zeitung je bil objavljen tudi za vojake. Nemški uradniki so uživali v lokalih, kavarnah, pekarnah, gostilnah in drugih ekskluzivnih restavracijah, saj je bil tečaj dan v prednost nemških okupatorjev. Številne hiše v mestu so bile dane članom nemške stranke.